# Фольке Лінд
Фольке Лінд (швед. Folke Lind; 4 квітня 1913 — 6 лютого 2001) — шведський футболіст, що грав на позиції півзахисника.
Виступав, зокрема, за клуб ГАІС, а також національну збірну Швеції.

## Клубна кар'єра
У дорослому футболі дебютував 1932 року виступами за команду клубу ГАІС, кольори якої і захищав протягом усієї своєї кар'єри гравця, що тривала сімнадцять років. 
Помер 6 лютого 2001 року на 88-му році життя.

## Виступи за збірну
У червні 1938 року провів свою першу й останню гру у складі національної збірної Швеції — брав участь у товариській грі зі збірною Латвії.
Ще до свого дебюту у збірній включався до її заявки для участі у футбольному турнірі на Олімпійських іграх 1936 року в Берліні, де на поле не виходив. Згодом також був у складі збірної на чемпіонаті світу 1938 року у Франції.